# Louroux-Bourbonnais

Louroux-Bourbonnais este o comună în departamentul Allier din centrul Franței. În 1 ianuarie 2022 avea o populație de 206 de locuitori.